# Keyesport
Keyesport és una població dels Estats Units a l'estat d'Illinois. Segons el cens del 2000 tenia 481 habitants.

## Demografia
Segons el cens del 2000, Keyesport tenia 481 habitants, 212 habitatges, i 132 famílies. La densitat de població era de 464,3 habitants/km².
Dels 212 habitatges en un 22,6% hi vivien nens de menys de 18 anys, en un 51,4% hi vivien parelles casades, en un 7,5% dones solteres, i en un 37,3% no eren unitats familiars. En el 31,1% dels habitatges hi vivien persones soles el 16,5% de les quals corresponia a persones de 65 anys o més que vivien soles. El nombre mitjà de persones vivint en cada habitatge era de 2,27 i el nombre mitjà de persones que vivien en cada família era de 2,85.
Per edats la població es repartia de la següent manera: un 20,8% tenia menys de 18 anys, un 8,5% entre 18 i 24, un 24,5% entre 25 i 44, un 25,6% de 45 a 60 i un 20,6% 65 anys o més.
L'edat mediana era de 42 anys. Per cada 100 dones de 18 o més anys hi havia 99,5 homes.
La renda mediana per habitatge era de 22.679 $ i la renda mediana per família de 31.875 $. Els homes tenien una renda mediana de 31.875 $ mentre que les dones 18.250 $. La renda per capita de la població era de 14.028 $. Aproximadament el 10,9% de les famílies i el 17% de la població estaven per davall del llindar de pobresa.

## Poblacions properes
El següent diagrama mostra les poblacions més properes.